# Żurek (film)
Żurek – polski dramat filmowy z 2003 roku, powstały na podstawie opowiadania Olgi Tokarczuk.

## Obsada
- Katarzyna Figura – Halina Iwanek
- Natalia Rybicka – Iwonka Iwanek
- Zbigniew Zamachowski – Matuszek
- Marek Kasprzyk – Władek
- Jerzy Moes – kapelan
- Grzegorz Hołówko – narciarz

## Fabuła
W małym, prowincjonalnym miasteczku żyje Halina z upośledzoną nastoletnią córką Iwoną. Jej mąż popełnił samobójstwo, rzucając się pod pędzący pociąg. Iwonka rodzi dziecko, ale nie chce powiedzieć, kto jest ojcem. Matka, przysięgając na grobie męża, że przed Wigilią ochrzci dziecko, nadając mu imię ojca, wszczyna poszukiwania.

## Nagrody
2003:
- Festiwal Polskich Filmów Fabularnych w Gdyni:
  - Nagroda Krajowej Rady Radiofonii i Telewizji dla filmu telewizyjnego
  - Nagroda Teletygodnia dla najlepszego filmu telewizyjnego
  - Nagroda Rady Programowej TVP
- Lato Filmów w Kazimierzu Dolnym:
  - Nagroda miesięcznika Twój Styl – Katarzyna Figura

2004:
- Przegląd Filmowy Prowincjonalia w Słupcy k. Konina:
  - nagroda dla najlepszej aktorki – Katarzyna Figura
- Orzeł, Polska Nagroda Filmowa:
- Najlepszy montaż – Jarosław Kamiński
  - Najlepsza aktorka – Katarzyna Figura
- nominacje do Orła:
  - najlepszy film
  - najlepszy scenariusz – Ryszard Brylski
  - najlepsza aktorka drugoplanowa – Natalia Rybicka
  - najlepszy aktor drugoplanowy – Zbigniew Zamachowski
- Ogólnopolski Festiwal Sztuki Filmowej Prowincjonalia we Wrześni:
  - Jancio Wodnik dla najlepszego filmu fabularnego
  - nagroda publiczności dla najlepszej aktorki – Katarzyna Figura
- Tarnowska Nagroda Filmowa
  - Srebrna Statuetka Lewity – Nagroda Specjalna – Katarzyna Figura i Natalia Rybicka

2005:
- MFF w Dubrowniku:
  - nagroda za reżyserię – Ryszard Brylski
- MFF dla Dzieci i Młodzieży w Giffoni Valle Piana:
  - Brązowy Gryf w sekcji młode pokolenie